# All About You/You've Got a Friend
"All About You"/"You've Got a Friend" é o quinto single da banda McFly, além de ser seu primeiro duplo a-side e primeiro single do segundo álbum da banda, Wonderland. Foi lançado em 7 de março de 2005, pela Island Records, alcançando o topo da UK Singles Chart, e da Irish Singles Chart. A canção "All About You" foi composta por Tom Fletcher, enquanto "You've Got a Friend" é um cover de Carole King.
Foi o single oficial do Comic Relief em 2005, e todo o lucro líquido foi doado para o evento de caridade. "All About You"/"You've Got a Friend" ganhou o certificado de Prata pela BPI, do Reino Unido. Este é, até então, o single mais vendido da banda.

## Faixas
| CD single |                                     |         |  |
| N.º       | Título                              | Duração |  |
| 1.        | "All About You"                     | 3:09    |  |
| 2.        | "You've Got a Friend"               | 4:31    |  |
| 3.        | "Room on the 3rd Floor"             | 3:17    |  |
| 4.        | "All About You" (versão orquestral) | 5:38    |  |
| 5.        | "All About You" (vídeo)             | 16:16   |  |

## Vídeos musicais
- O vídeo musical de "All About You" foi filmado em 14 de janeiro de 2005. Durante o vídeo, todos os integrantes da banda estão gravando a canção, ao lado de uma orquestra, exceto Harry Judd, que é impedido de entrar no estúdio por um segurança. O vídeo contou com a participação de várias celebridades britânicas, como Fearne Cotton, Johnny Vegas, Davina McCall, Lee Hurst, Graham Norton, Dermot O'Leary, Simon Amstell e Harry Hill.
- O videoclipe de "You've Got a Friend" foi filmado na Uganda, que a banda visitou por uma semana em janeiro de 2005, para o Comic Relief. O vídeo mostra o McFly com as crianças do país, brincando e se apresentando. No final, o refrão é cantado apenas pelas crianças.

## Paradas musicais
"All About You/You've Got a Friend" debutou na posição #1 na UK Singles Chart, com a venda de 158.000 cópias na primeira semana, tornando-se o terceiro single da banda à chegar na posição. Ao final do ano de 2005, "All About You/You've Got a Friend" havia sido o sexto single mais bem sucedido na parada musical. O single debutou na posição #3 da Irish Singles Chart, eventualmente chegando ao topo da parada, onde permaneceu por duas semanas. Foi o primeiro single da banda a aparecer em uma parada organizada pela Billboard, a European Hot 100, na posição #2.
| Parada (2004)       | Melhor posição |
| ------------------- | -------------- |
| UK Singles Chart    | 1              |
| UK Download Chart   | 1              |
| Irish Singles Chart | 1              |
| European Hot 100    | 2              |

### Paradas de final de ano
| Parada (2005)        | Posição |
| -------------------- | ------- |
| UK Chart of the Year | 6       |

### Certificações
| País        | Certificação | Fornecedor |
| ----------- | ------------ | ---------- |
| Reino Unido | Prata        | BPI        |